# Larré, Orne

Larré este o comună în departamentul Orne, Franța. În 1 ianuarie 2022 avea o populație de 467 de locuitori.